# Дукорский сельсовет
Дукорский сельсовет — административная единица на территории Пуховичского района Минской области Белоруссии. Административный центр — агрогородок Дукора.

## История
В 2013 году с состав сельсовета включены населённые пункты упразднённого Дричинского сельсовета.

## Состав
Дукорский сельсовет включает 37 населённых пунктов:
- Белое — деревня.

- Благодать — деревня.
- Весёлое — деревня.
- Весёлое 2 — деревня.
- Вишнёвка — деревня.
- Голенберг — деревня.
- Горки — деревня.
- Градье — деревня.
- Груд — деревня.
- Дричин — агрогородок.
- Дукора — агрогородок.
- Жоровка — деревня.
- Калиновка — деревня.
- Копейное — деревня.
- Коробовичи — деревня.
- Красная Нива — деревня.
- Красный Яр — деревня.
- Малиновка — деревня.
- Молоднёво — деревня.
- Морги — деревня.
- Мостовая — деревня.
- Нивки — деревня.
- Низовка — деревня.
- Новый Кут — деревня.
- Пеняки — деревня.
- Победа — деревня.
- Поддубье — деревня.
- Подлипки — деревня.
- Рябиновка — деревня.
- Сетча — деревня.
- Соловьи — деревня.
- Станиславово — деревня.
- Станки — деревня.
- Уборки — деревня.
- Шиманов Кут — деревня.
- Энергия — агрогородок.
- Янково — деревня.